# オッカム・ニュージーランド図書賞
オッカム・ニュージーランド図書賞 (英語: Ockham New Zealand Book Awards)は、ニュージーランドで最も権威のある年次図書賞。訳語は確立していないが、全米図書賞（National Book Awards）にならえば、「ニュージーランド図書賞」となる。オッカム（Ockham）はスポンサー企業名。
ニュージーランドメディアでは「オッカム」で通称される場合もあるが、日本の書籍愛好家の間での呼び習わしとしての通称は「ニュージーランド図書賞」が考えられる。なお、主催団体はニュージーランド図書賞財団である。
フィクション、詩、一般ノンフィクション、写実ノンフィクション（Illustrated-non-fiction／写真を中心に据えた記録誌やドキュメンタリー系書籍）、マオリ語の5部門で構成された総合図書賞である。
マオリ語部門以外には、最優秀デビュー作賞としての位置付けである「ベストファーストブック賞」が設置されており、合計9賞構成である。一部に作家名、財団名、その他スポンサー名を冠とした名称である点が特徴的。

## 賞

### 大賞
- フィクション部門／個別名称「Jann Medlicott Acorn Prize」
- 詩部門／個別名称「Mary and Peter Biggs Award」
- 写実ノンフィクション部門／個別名称「the Booksellers Aotearoa New Zealand Award」
- 一般ノンフィクション部門／個別名なし
- マオリ語部門／個別名なし

### 最優秀デビュー作賞
「マーターツヒ財団ベストファーストブック賞」
- フィクション部門／個別名称「HUBERT CHURCH PRIZE FOR FICTION」
- 詩部門／個別名称「Jessie Mackay Prize for Poetry」
- 写実ノンフィクション部門／個別名称「JUDITH BINNEY PRIZE FOR ILLUSTRATED NON-FICTION」
- 一般ノンフィクション部門／個別名称「E.H. McCORMICK PRIZE FOR GENERAL NON-FICTION」

### 沿革
他の文学賞との統合や冠スポンサーの変更など名称や機構には変遷があるものの、創設は1968年にさかのぼる。1996年より現名称。

### 児童書＆YA
主催者であるニュージーランド図書賞財団は、児童書とYAでは独立した賞「ニュージーランド図書賞／児童書＆YA賞」を主催し、8部門を擁している。